# Șemșevo, Veliko Tărnovo
Șemșevo (în bulgară Шемшево) este un sat în comuna Veliko Tărnovo, regiunea Veliko Tărnovo,  Bulgaria. 

## Demografie
Componența etnică a satului Șemșevo
     Bulgari (85,08%)
     Turci (9,56%)
     Romi (1,72%)
     Nicio identificare (3,63%)
La recensământul din 2011, populația satului Șemșevo era de 523 locuitori. Din punct de vedere etnic, majoritatea locuitorilor (85,08%) erau bulgari, existând și minorități de turci (9,56%) și romi (1,72%). Pentru 3,63% din locuitori nu este cunoscută apartenența etnică.